# پیتر فلمینگ (تنیس‌باز)
پیتر فلمینگ (انگلیسی: Peter Fleming؛ زاده ۲۱ ژانویهٔ ۱۹۵۵) یک تنیس‌باز اهل ایالات متحده آمریکا است.